# Panicaut à feuilles de yucca
Eryngium yuccifolium
Espèce
Classification phylogénétique
Le Panicaut à feuilles de yucca (Eryngium yuccifolium) est une espèce végétale de la famille des Apiaceae.